# Карабеков, Кадырмурат
Кадырмурат Карабеков — советский хозяйственный и государственный деятель, лауреат Государственной премии СССР за выдающиеся достижения в труде.

## Биография
Родился в 1930 году в Тамдынском районе. Член КПСС.
В 1948—1990 годах — подпасок, чабан, старший чабан совхоза имени Ленина Тамдынского района Бухарской/Навоийской/Самаркандской области Узбекской ССР.
За увеличение валового производства высококачественной продукции животноводства на основе применения прогрессивной технологии, изыскания и использования внутренних резервов был в составе коллектива удостоен Государственной премии СССР за выдающиеся достижения в труде 1980 года.
Жил в Навоийской области Узбекистана.

## Награды
- Орден Ленина
- Орден Трудового Красного Знамени (дважды)